# Choloepus hoffmanni
A preguiça-de-hoffmann (nome científico: Choloepus hoffmanni) é uma preguiça-de-dois-dedos que leva o nome do naturalista alemão Karl Hoffmann.

## Descrição
A preguiça-de-hoffmann atinge uma altura entre 55 e 70 cm e um peso entre quatro e oito quilos. A pelagem apresenta um denso sub-pelo. Na parte superior tem pelos mais longos e significativamente mais grossos que vão do castanho-claro ao castanho. O pelo apresenta, dependendo da luz, um tom esverdeado. Isso remonta a uma relação simbiótica com um tipo de alga que vive em seu pelo. Esta simbiose serve, aparentemente, como camuflagem contra predadores. Essas algas são nutridas pelas fezes de mariposas-das-preguiças e contribuem para a existência de uma grande comunidade de artrópodes associados a elas.  O pelo, ao contrário dos outros mamíferos, nasce na barriga em direção às costas. Isso assegura que a água da chuva possa escoar melhor. Os membros longos são perfeitos para que a preguiça-de-hoffmann possa subir e pendurar-se em árvores. As patas dianteiras são um pouco mais longas que as traseiras. Diferencia-se da segunda espécie de preguiça-de-dois-dedos, a preguiça-real, entre outras coisas, pelo número de vértebras cervicais: a preguiça-de-hoffmann é o único mamífero, além do peixe-boi, que possui apenas seis vértebras cervicais. Com suas garras muito curvadas os animais se agarram aos ramos das copas das árvores e mantêm essa posição até mesmo durante o sono, a alimentação e o parto. Só utilizam o chão da floresta para se deslocar para uma outra árvore. A espécie é ativa durante as horas noturnas e de penumbra. A preguiça-de-hoffmann é marcadamente solitária, o macho e a fêmea só se encontram no período do acasalamento.

## Distribuição e Habitat
A área de distribuição da preguiça-de-hoffmann divide-se em duas partes:  habita a área central e o extremo noroeste da América do Sul (de Honduras e Nicarágua até o oeste da Colômbia e noroeste do Equador) a oeste dos Andes; e também é encontrada no território peruano, na Bolívia e no extremo oeste do Brasil. Ela habita tanto as profundezas das florestas úmidas como florestas de montanha até altitudes de 3.000 metros. Essa espécie também é encontrada na região norte do Mato Grosso.

## Comportamento

### Alimentação
A preguiça-de-hoffmann se alimenta apenas de plantas. Além de folhas come também frutas e raízes. Seu metabolismo se adaptou ao baixo teor de nutrientes na sua alimentação, mantendo-se extremamente lento.

### Procriação
Enquanto as fêmeas atingem a maturidade sexual entre os três e cinco anos, os machos precisam de mais dois anos para atingi-la. O acasalamento pode ocorrer durante todo o ano. Após um período de gestação de nove a dez meses, a fêmea dá à luz um filhote que pesa entre 350 e 400 gramas. Os primeiros nove a dez meses de vida, o filhote passa agarrado à barriga ou às costas da mãe, mas o desmame já se inicia entre os dois e três meses. No início o filhote ainda recebe o alimento mastigado pela mãe antes de começar a comer folhas por conta própria. Entre os dois e três anos os animais já estão crescidos. A preguiça-de-hoffmann pode viver mais de 30 anos, em cativeiro podem chegar até mesmo aos 40 anos.